# Ritmo

Ritmo, una secuencia repetida en el tiempo: una primigenia imagen en movimiento haciendo una demostración del vals.

El ritmo, como un recurso fundamental en la visualidad (del griego ῥυθμός rhythmós, ‘cualquier movimiento regular y recurrente’, ‘simetría’), puede definirse generalmente como un «movimiento marcado por la sucesión regular de elementos débiles y fuertes, o bien de condiciones opuestas o diferentes». Es decir, un flujo de movimiento, controlado o medido, sonoro o visual, generalmente producido por una ordenación de elementos diferentes del medio en cuestión. 
Se trata de un rasgo básico de todas las artes, especialmente de la música, la poesía y la danza. En música la mayoría de las definiciones tradicionales aluden al ritmo como fuerza dinámica y organizativa de la música. La naturaleza del ritmo es primordialmente subjetiva. La idea de regularidad define el ritmo, pero no es la única ya que una de las primeras definiciones de ritmo en la historia de la música está relacionada con su raíz griega (rheos, fluir), marcando así una relación directa con el movimiento. En efecto, podemos encontrar múltiples definiciones que aúnan movimiento, orden y periodicidad con relación al ritmo musical. Sin embargo, existen definiciones desde el punto de vista de la percepción temporal: ‘el ritmo describe [...] eventos en escalas temporales dentro de los límites de la memoria a corto plazo’. En este sentido, Clarke define el ritmo musical como ‘fenómenos temporales de pequeña y mediana escala’. 
En las artes escénicas el ritmo es la cronología de los acontecimientos a escala humana, de los sonidos musicales y los silencios, de los pasos de una danza o la métrica del lenguaje hablado y la poesía. El ritmo también puede referirse a la presentación visual, como ‘el movimiento programado a través del espacio’ y un lenguaje común a modo de patrón que une el ritmo con la geometría. Asimismo, el significado general de ritmo como repetición o patrón regular en el tiempo puede aplicarse a una amplia variedad de fenómenos naturales cíclicos que tienen una periodicidad o frecuencia que puede ir desde microsegundos a millones de años.

## Ritmo en la música

### Antropología

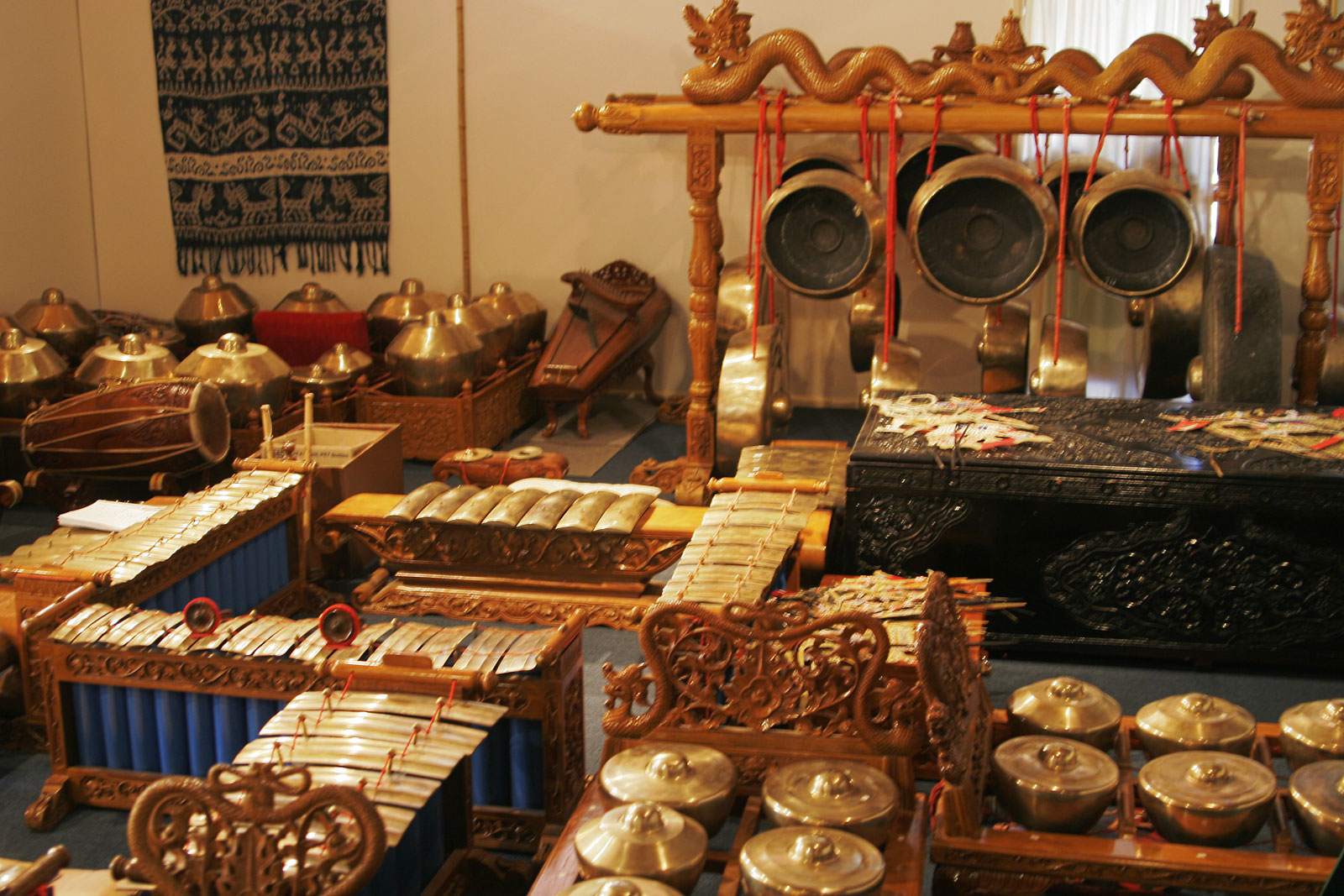
Los instrumentos de percusión han definido la dinámica que favorece la creación y percepción de ritmos complejos.

Howard Goodall, un premiado compositor de música coral, musicales, cine y televisión, en su serie How Music Works expone teorías acerca de que el ritmo humano recuerda la regularidad con la que caminamos y los latidos del corazón que hemos escuchado en el vientre materno. Otras investigaciones sugieren que no se relacionan con el latido del corazón directamente, sino con la velocidad del afecto emocional, que también influye en los latidos del corazón. London escribe que el metro musical «implica nuestra percepción inicial, así como la anticipación subsiguiente de una serie de pulsos que abstraemos de la superficie del ritmo de la música mientras se despliega en el tiempo». La «percepción» y la «abstracción» de la medida rítmica es la base de la participación musical instintiva humana, como cuando una serie de «ticks» idénticos del reloj se divide en «tic-tac-tic-tac».
Joseph Jordania sugirió recientemente que el sentido del ritmo se desarrolló en las primeras etapas de la evolución del homínido debido a las fuerzas de la selección natural. Numerosos animales caminan rítmicamente y escuchan los sonidos de los latidos del corazón en el vientre materno, pero solo los humanos tienen la capacidad de unirse en vocalizaciones y otras actividades rítmicamente coordinadas. Según Jordania, el desarrollo del sentido del ritmo era vital para el logro del estado neurológico específico del trance de la batalla. Este estado fue crucial para el desarrollo eficaz del sistema de defensa de los primeros homínidos contra los principales depredadores africanos, una vez que los homínidos descendieron de la seguridad de las ramas de los árboles a un terreno más peligroso. El grito de guerra rítmico, la percusión rítmica de los chamanes, las perforaciones rítmicas de los soldados e incluso las fuerzas de combate profesionales contemporáneas escuchando la fuerte rítmica de la música rock.
Todos utilizan la capacidad del ritmo de unir a los individuos humanos en una identidad colectiva compartida, donde los miembros del grupo anteponen los intereses del grupo por encima de sus intereses y seguridad individuales. 
Conforme a unos estudios publicados en Current Biology, ciertos tipos de loros pueden conocer el ritmo. Entre los mamíferos y además de los humanos, solo el indri es el único que se ha encontrado que tiene sentido del ritmo. El neurólogo Oliver Sacks afirma que los chimpancés y otros animales no muestran ninguna apreciación similar del ritmo, pero propone que la afinidad humana por el ritmo es esencial, por lo que el sentido del ritmo de una persona no se puede perder (por ejemplo, en un ictus). 

«No hay un solo informe de un animal que esté siendo entrenado para dar golpecitos, picotear o moverse en sincronía con un ritmo auditivo.» «No hay duda de que muchos amantes de las mascotas rebatirán esta idea y de hecho muchos animales, desde los caballos Lippizaner de la Escuela Española de Equitación de Viena a la interpretación de los animales de circo parecen "bailar" la música. No está claro si lo están haciendo realmente o están respondiendo a sutiles pistas visuales o táctiles que les dan los seres humanos a su alrededor.»

Es posible que las artes rítmicas humanas estén enraizadas hasta cierto punto en el ritual de cortejo. El establecimiento de un ritmo básico requiere la percepción de una secuencia regular de distintos pulsos de corta duración y, como la percepción subjetiva de la sonoridad está en relación con los niveles de ruido ambiental, el pulso debe decaer hasta el silencio antes de que el próximo tenga lugar si se quiere que sea realmente distinto. Por esta razón, los sonidos de rápida transición de los instrumentos de percusión se prestan para la definición del ritmo. Las culturas musicales que se basan en dichos instrumentos pueden desarrollar múltiples capas (polirritmia) y los ritmos simultáneos en más de un compás, llamado polímetro. Tales son los ritmos cruzados del África subsahariana y los entrelazados ritmos kotekan del gamelán indonesio.
Hay infinidad de muestras rítmicas destacables entre las culturas musicales de todo el mundo. Entre ellas cabe mencionar el ritmo en la música persa, el ritmo en la música árabe, el usul en la música turca, los ritmos dumbek o las tala en la música india.

### Terminología
De todos los aspectos constituyentes de la música dos destacan por encima del resto, son el ritmo y la melodía. Es más, para numerosos teóricos el ritmo es de estos dos, el único elemento realmente indispensable en la música. En las partituras convencionales de música occidental el ritmo se asocia con el tiempo y con la dirección horizontal, mientras que la melodía se relaciona con la altura musical y con la dirección vertical.
El ritmo «hace referencia a las duraciones de las notas individuales, de las armonías (el ritmo armónico), de todas las partes en una textura (el ritmo compuesto), de las longitudes de las frases, de los cambios de dinámica, de los cambios de textura, etc.»
El ritmo está marcado por la sucesión regulada de elementos opuestos, la dinámica de los pulsos fuertes y débiles, el pulso tocado y el pulso del silencio inaudible pero implícito, las notas largas y cortas. El oyente percibe esta sucesión temporal de elementos que se ordena en la mente formando una estructura, siendo capaz de anticiparse a esta. Esto depende de la repetición de un patrón que sea lo suficientemente corto como para memorizarlo. 
El compás se define como la organización de pulsos y acentos formando un patrón que suele repetirse. La frecuencia de tal repetición puede ser regular o irregular. La alternancia de pulsos fuertes y débiles es fundamental para el antiguo lenguaje de la poesía, la música y la danza. El común término poético pie se refiere, como en la danza, a la arsis y tesis del pie en el tiempo. De forma parecida los músicos hablan de un upbeat, downbeat así como «on» y «off beat». Estos contrastes facilitan naturalmente una jerarquía dual de ritmo y dependen de patrones repetitivos de duraciones, acentos y silencios formando un «grupo de pulsos» que corresponde al pie métrico. Normalmente tales grupos de pulsos se definen tomando el pulso más acentuado como el primero y contando los pulsos hasta el siguiente acento. Un ritmo que acentúa otro pulso y desacentúa el pulso establecido o asumido como fuerte de la melodía o de un ritmo precedente se conoce como ritmo sincopado.
El ritmo es natural y se basa en las relaciones de intensidad y de duración de los sonidos, mientras que la métrica y el compás constituyen una división artificial. Para De Candé el compás es «la manera de dividir y subdividir el tiempo musical oponiendo un orden periódico a la libertad del ritmo».
Así pues, cada ritmo es único y tiene una organización propia, mientras que las agrupaciones que se pueden hacer del mismo no son hechos físicos sino construcciones mentales. El ritmo es un elemento general siendo la métrica uno de los aspectos que lo caracterizan en función del acento.
En los últimos años el ritmo y la métrica han llegado a ser una importante área de investigación entre los eruditos de la música. Entre los estudios más recientes sobre estas áreas se encuentran los libros de Maury Yeston, Fred Lerdahl y Ray Jackendoff, Jonathan Kramer, Christopher Hasty, Godfried Toussaint, William Rothstein y Joel Lester.

#### Pulso, acento y compás

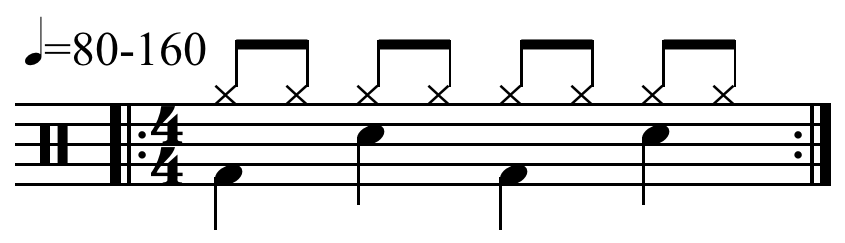
Patrón rítmico cuaternario: habitual en la mayor parte de la música popular.

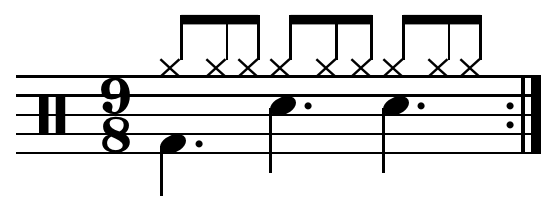
Patrón rítmico ternario compuesto: divide en tres cada uno de los tres tiempos.

El pulso es una unidad básica para medir el tiempo en la música. Se trata de una sucesión constante de pulsaciones que se repiten dividiendo el tiempo en partes iguales.  Cada una de las pulsaciones así como la sucesión de las mismas reciben el nombre de pulso. Este elemento por lo general es regular aunque también hay obras con pulso irregular. Asimismo puede acelerarse o retardarse, es decir, puede variar a lo largo de una pieza musical en función de los cambios de tempo de la misma. La percepción del pulso es una de las habilidades auditivas básicas en música, previa a la percepción de la métrica. Se suele mostrar mediante respuestas físicas al pulso como marcarlo con el pie o dando palmas.
El acento es un especial énfasis o relieve que se aplica en un determinado pulso. La acentuación musical se suele percibir auditivamente como una sensación de apoyo o de descarga de energía. Contribuye a la articulación y la prosodia de la interpretación de una frase musical. La combinación de pulsos y acentos da lugar a la organización métrica de los diversos compases. Por lo general los acentos recaen sobre el primer tiempo de cada compás coincidiendo con el tiempo fuerte, en caso contrario se trata de un ritmo sincopado.
El compás es la entidad métrica musical compuesta por varios pulsos o tiempos que se organizan en grupos, en los que se da una contraposición entre partes acentuadas y átonas, fuertes y débiles.
Los compases se pueden clasificar atendiendo a diferentes criterios. En función del número de tiempos que los forman surgen los compases binarios, ternarios y cuaternarios. Por otra parte, en función de la subdivisión binaria o ternaria de cada pulso aparecen los compases simples o compases de subdivisión binaria en contraposición a los compases compuestos o compases de subdivisión ternaria. El principio métrico opera en varios niveles simultáneamente. En este sentido, los pulsos se articulan en grupos binarios o ternarios. Pero cada pulso, a su vez, puede tener subdivisiones binarias o ternarias. La división de la pulsación es un hecho rítmico que en esencia también tiene implicaciones métricas, dando lugar a varios sistemas métricos más complejos. 
La representación gráfica el compás se hace mediante la indicación de compás que es una fracción que por convención que se emplea en la notación musical occidental para especificar cuántos pulsos hay en cada compás en el numerador y qué figura musical define un pulso en el denominador.
Gran parte de la música, la danza y la poesía oral establece y mantiene un nivel métrico subyacente, una unidad básica de tiempo que puede ser audible o implícita, el pulso o tactus del nivel mensural, o nivel de pulso, a veces llamado simplemente pulso. Este consiste en una serie (repetición) de idénticos pero distintos estímulos periódicos de corta duración percibidos como puntos en el tiempo.
El pulso no es necesariamente el componente más rápido ni más lento del ritmo, pero es el que se percibe como fundamental. Tiene un tempo al que los oyentes son arrastrados, ya que lo siguen con el pie o la danza de una pieza musical. En la actualidad suele ser designado como una corchea o negra en la notación occidental. Los niveles más rápidos son niveles de división y los niveles más lentos niveles de multiplicación. Los ritmos recurrentes surgen de la interacción de dos niveles de movimiento, el más rápido proporciona el pulso y el más lento organiza los pulsos en grupos repetitivos. Según Lester, «una vez que se ha establecido una jerarquía métrica, nosotros como oyentes mantendremos tal organización siempre que la mínima evidencia esté presente.»

#### Tiempo y duración

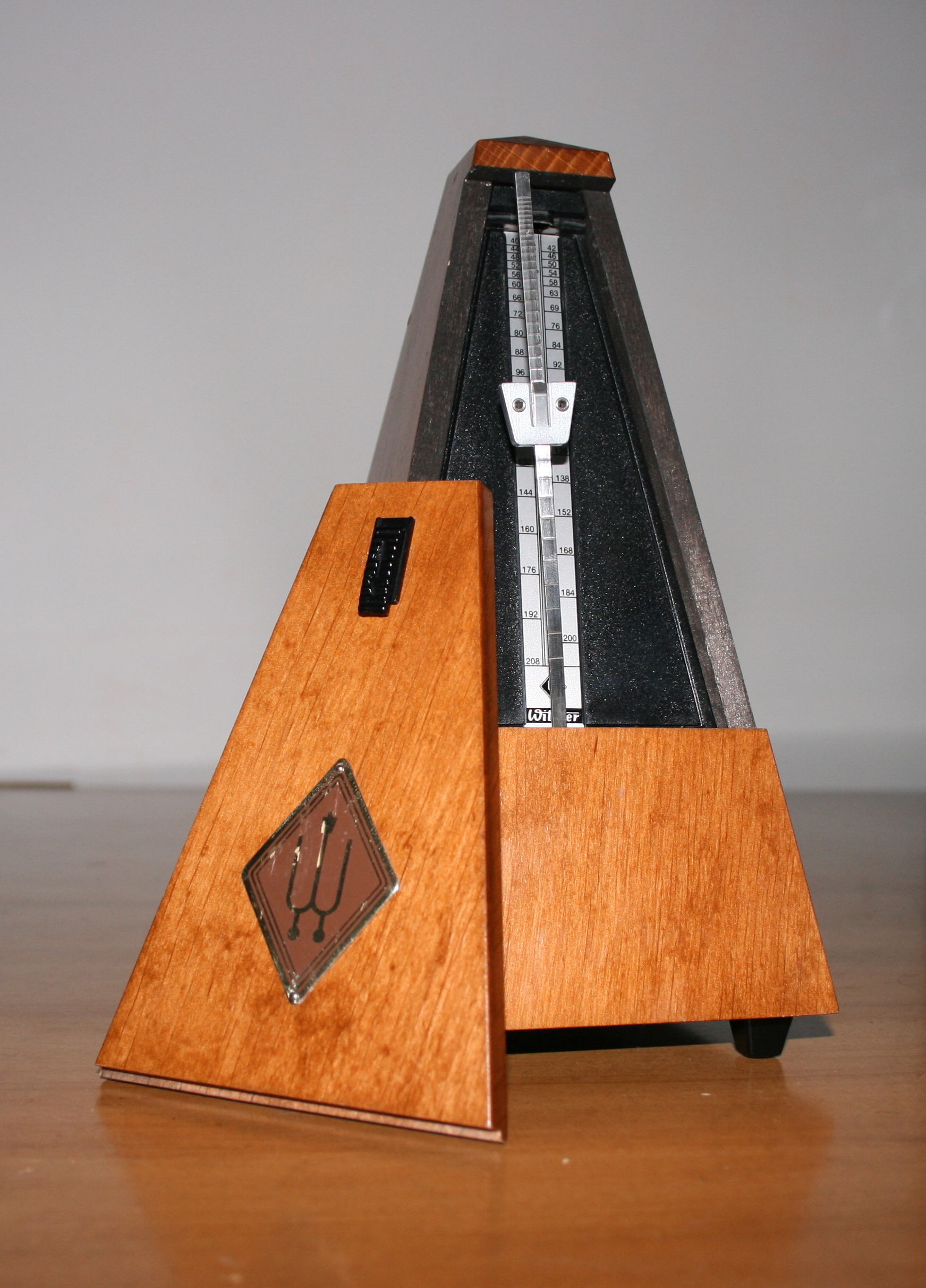
Metrónomo tradicional.

El tempo de la pieza es la velocidad o la frecuencia del tactus, una medida de la rapidez con la que fluye el pulso. En otras palabras el tempo, movimiento o aire hace referencia a la velocidad con que debe ejecutarse una pieza musical. 
A lo largo de la historia de la música occidental surgieron dos formas de indicar el tempo. Hasta la invención del metrónomo se empleaban determinadas palabras como andante, allegro, etc. que proporcionaban una idea subjetiva de la velocidad de la pieza y a la vez aportaban información sobre el carácter o la expresión que había que dar a la música. La invención del metrónomo por Johann Maelzel en 1816 aportó mayor precisión y dio lugar a las indicaciones metronómicas. En la música occidental actual el tempo se suele indicar en pulsaciones por minuto (ppm), abreviado más a menudo como bpm de la expresión beats per minute en inglés. Esto significa que una figura determinada se establece como pulso y la indicación significa que dicha figura debe ser ejecutada un determinado número de pulsos por minuto. Una unidad rítmica es un patrón duracional que tiene un período equivalente a uno o varios pulsos. 
En función del tempo una misma obra musical tiene una duración más o menos larga. De forma parecida, cada figura musical no tiene una duración específica y fija en segundos, sino que depende del tempo.
La duración de todo sonido o silencio se determina en función del pulso y del tempo.
El sonido musical puede ser analizado según cinco escalas de tiempo diferentes, que Moravcsik ha organizado en orden de duración creciente:
- Superbreve: un solo ciclo de una onda sonora, de aproximadamente 1/30-1/10,000 segundos (30-10,000 Hz o más de 1.800 ppm). Estos, si bien de naturaleza rítmica, no se perciben como hechos separados sino como altura musical continua.

- Breve: del orden de un segundo (1 Hz, 60 ppm, 10-100.000 ciclos de audio). El tempo musical se encuentra generalmente en el rango de 40 a 240 pulsos por minuto. Un pulso continuo no puede ser percibido como un ritmo musical, si es más rápido de 8-10 por segundo (8-10 Hz, 480-600 ppm) o inferior a 1 por cada 1,5-2 segundos (0.6-0.5 Hz, 40-30 ppm). Si es demasiado rápido, el pulso se convierte en un drone; si es demasiado lento, una sucesión de sonidos que parecen desconectados.[41] Este marco temporal se corresponde aproximadamente con la frecuencia cardíaca del ser humano y con la duración de un solo paso, sílaba o gesto rítmico.

- Medio: = pocos segundos, este nivel duracional medio «define el ritmo en la música»,[40] ya que permite la definición de una unidad rítmica, la disposición de una secuencia completa de pulsos acentuados, sin acentuar y en silencio en las células de un compás que puede dar lugar a la unidad musical inteligible y auto-existente más breve,[42] un motivo o figura musical. Esto puede ser adicionalmente organizado, por la repetición y la variación, en una frase definitiva que puede caracterizar a todo un género de música, danza o poesía y que puede ser considerado como la unidad fundamental formal de la música.[16]

- Largo: = muchos segundos o un minuto, lo que corresponde a una unidad duracional que «se compone de frases musicales»[40] que pueden conformar una melodía, una sección formal, una estrofa poética o una secuencia de pasos de baile característica. De este modo la regularidad temporal de la organización musical incluye los niveles más elementales de la forma musical.[16]

- Muy largo: = minutos o muchas horas, composiciones musicales o subdivisiones de las composiciones.

Curtis Roads adopta una perspectiva más amplia distinguiendo nueve escalas de tiempo, esta vez en orden decreciente de duración. Las dos primeras, el «infinito» y el «supramusical», abarcan las periodicidades naturales de meses, años, decenios, siglos y superiores. Por su parte, las últimas, el «sample» y el «subsample», tienen en cuenta tasas digitales y electrónicas demasiado breves para ser debidamente registradas o percibidas, medidas en millonésimas de microsegundos. Y finalmente, la «infinitesimal» o «infinitamente breve», que se encuentra también en el ámbito extramusical. El nivel macro de Roads abarca la arquitectura o forma musical global que se corresponde aproximadamente con la categoría «muy largo» de Moravcsik. Mientras que su nivel meso o intermedio, es el nivel de «divisiones de forma» donde se incluyen movimientos, secciones, frases musicales que duran segundos o minutos. Este nivel es similar a la categoría «largo» de Moravcsik. El objeto sonoro (Schaeffer, 1959, 1977) de Roads: «una unidad básica de la estructura musical» y una generalización de la nota (escala de tiempo ministructural de Xenakis); una fracción de un segundo en varios segundos y su Microsound que llega hasta el umbral de la percepción sonora, a miles de millonésimas de segundo, son igualmente comparables a los niveles de duración «breve» y «superbreve» de Moravcsik.

### Estructura métrica

Niveles métricos: el nivel de pulso se muestra en medio de los niveles de división (por encima) y los niveles de multiplicación (por debajo).

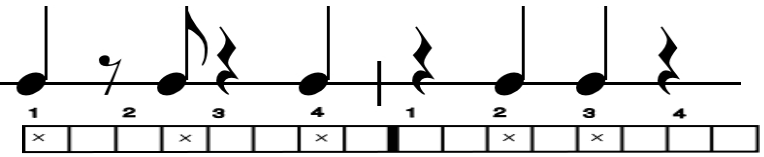
Patrón de clave. Cada celda de la cuadrícula es una duración suficiente para captar la temporización del patrón, que puede entenderse como dos compases de cuatro pulsos en ritmo divisivo (métrico o simétrico) cada pulso dividido en dos células. El primer compás también puede entenderse como 3 + 3 + 2 en ritmo aditivo ("mesurado" o asimétrico).

La música heredó el término «métrica o metro» de la poesía. El estudio del ritmo, el acento y la altura musical en el discurso se denomina prosodia. Se trata de una cuestión de lingüística y poesía, que se centra en el número de versos en cada estrofa, el número de sílabas en cada verso y la disposición de las sílabas como largas o cortas, con acento o sin acento.
La métrica musical es la estructura subyacente que se basa en la aparición periódica, normalmente a intervalos regulares, de sonidos u otros elementos acentuados. A pesar de que existe una relación especial, intrínseca e íntima entre métrica y ritmo, y que a menudo se confunden, en esencia son diferentes. En tanto que la rítmica hace referencia a las duraciones de los sonidos diferenciando entre sonidos largos y breves, la métrica tiene su razón de ser en los acentos, que dividen los sonidos en fuertes y débiles. También se relaciona con el tempo y con los diversos parámetros de la expresión musical. Es habitual que la estructura métrica de acentos se explicite en una estructura rítmica de duraciones, pero no siempre es así. 
La métrica se expresa gráficamente por medio de las indicaciones de compás al comienzo de una partitura o en cualquier lugar de una composición en la que varíe el sistema métrico utilizado.
La estructura métrica de la música incluye metro, tempo y todos los demás aspectos rítmicos que generan una regularidad temporal contra los que se proyectan los detalles en primer plano o patrones duracionales de la música. Según Scholes la terminología de la música occidental es notoriamente imprecisa en este ámbito. MacPherson prefiere hablar de «tiempo» y «forma rítmica», mientras que Imogen Holst habla de «ritmo mesurado».
En las clasificaciones generales se pueden distinguir los siguientes tipos de ritmos:
- El ritmo divisivo o ritmo métrico calcula cada valor temporal como un fracción del pulso, es decir, subdivide los tiempos lentos en unidades de menor duración. Los acentos normales vuelven a producirse periódicamente facilitando la agrupación sistemática en compases. Se trata, con mucho, del ritmo más común en la música occidental.
- El ritmo aditivo o ritmo mesurado calcula cada valor temporal como un múltiplo de una unidad de tiempo específico. En otras palabras, transforma los tiempos rápidos en unidades de mayor duración. Sin embargo, en este caso los acentos no se repiten regularmente dentro de la estructura métrica subyacente.
- El ritmo libre es aquel en el que no se da ninguno de los casos anteriores. Como en el canto gregoriano, que cuenta con un pulso básico pero un ritmo más libre, como el ritmo de la prosa en comparación con el de la poesía.[7]
- Finalmente cierta música puede ser considerada amétrica. Por ejemplo, algunas obras anotadas gráficamente desde la década de 1950; así como otras prácticas musicales al margen de la música europea como el repertorio Honkyoku para shakuhachi.[26] Senza misura es un término musical italiano que quiere decir «sin medida», lo cual implica tocar sin pulso, utilizando el tiempo para medir lo que se necesita para tocar el compás.[48]

Patrón de clave en tres compases precedido por un compás de negras estables. El patrón se anota en doble tiempo con respecto al anterior, en uno en vez de dos compases de cuatro tiempos..

El esquema métrico de una pieza se compone de tiempos, que en realidad son abstracciones que emplea el intérprete musical y que posteriormente el oyente deduce de la señal acústica. En función de las agrupaciones que se hagan de estos tiempos surgen diversos niveles métricos organizados jerárquicamente. Conforme a Lerdahl y Jackendoff en una obra musical por lo general existen cinco o seis niveles métricos aproximadamente. En la partitura se anota la métrica correspondiente al nivel intermedio que recibe el nombre de tactus. Por su parte, el oyente tiende a centrarse en uno o dos de los niveles intermedios que destacan más en la escucha. A medida que el oyente se desplaza desde el tactus hacia otros niveles, la precisión de su percepción métrica disminuye, ya que en los niveles superiores se difuminan los esquemas de acentuación y en los inferiores se va perdiendo la regularidad.

#### Unidad rítmica y gesto rítmico

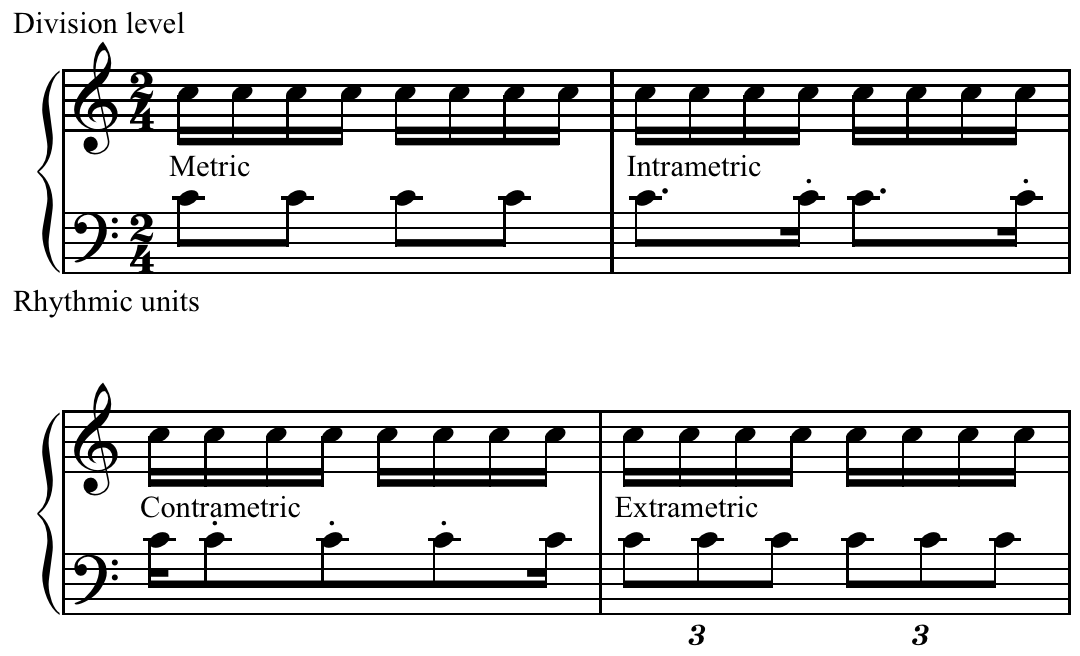
Unidades rítmicas: el nivel de división se muestra arriba y las unidades rítmicas debajo.

Una unidad rítmica es un patrón duracional que se sincroniza con un pulso o pulsos en el nivel métrico subyacente. Estas se pueden clasificar como sigue:
- Métrica: patrones uniformes que coinciden exactamente con la estructura métrica, como una serie continua de corcheas o pulsos.
- Intramétrica: patrones de confirmación, como corcheas o semicorcheas con puntillo y el swing. Se trata de patrones cuyos pulsos confirman los pulsos de la estructura métrica sin ser idénticos.
- Contramétrica: patrones no concluyentes o sincopados, que no siguen el pulso.
- Extramétrica: patrones irregulares con respecto a la estructura métrica de la pieza, tales como los grupos de valoración especial, los tresillos.

Un gesto rítmico es cualquier patrón duracional que, en contraste con la unidad rítmica, no ocupa un período de tiempo equivalente a un pulso o pulsos en un nivel métrico subyacente. Puede ser descrito de acuerdo con su comienzo y final, o por las unidades rítmicas que contiene. De tal manera que podemos encontrarnos con los siguientes tipos de comienzo:
- Tético: es un inicio en un tiempo fuerte, es decir, que coincide con el acento.
- Anacrúsico: es un inicio en un tiempo débil, es decir, anterior al acento.  La anacrusa hace referencia a una nota o grupo de notas sin acento que preceden al primer tiempo fuerte de una frase, por lo tanto va colocado antes de la barra de compás.[51][52]
- Acéfalo: es un inicio que se produce con posterioridad al acento. Por ejemplo, después de un silencio o de una nota ligada.

En cuanto a los tipos de terminación existen las siguientes posibilidades:
- Fuerte: es un final que coincide con un tiempo fuerte.
- Débil: es un final que coincide con un tiempo débil.

La música de baile tiene patrones inmediatamente reconocibles de pulsos construidos sobre un tempo y medida característicos. La Sociedad Imperial de Profesores de Danza (1983) define el tango, por ejemplo, como el que se baila en compás de 2/4 en aproximadamente 66 pulsos por minuto. El paso básico lento hacia delante o hacia atrás, que dura un pulso, se denomina «lento», de tal forma que para crear un paso completo «derecha-izquierda» equivale a un compás de 2/4.

#### Ritmo compuesto
Un ritmo compuesto está formado por las duraciones y los patrones rítmicos generados mediante la fusión de todas las voces de una textura musical. En la música del período de la práctica común el ritmo compuesto por lo general confirma el metro, a menudo en patrones métricos o de notas uniformes idénticos al pulso en un nivel métrico específico. White define ritmo compuesto como la articulación rítmica global resultante de entre todas las voces de una textura contrapuntística.

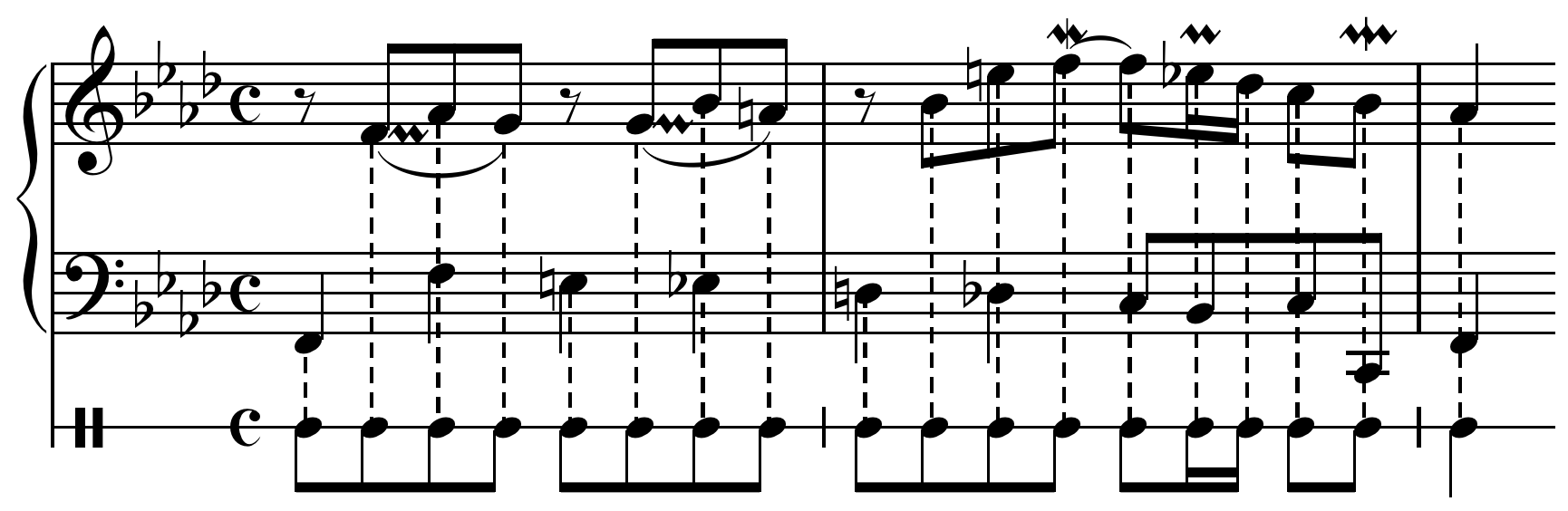
Sinfonía en fa menor, BWV 795, cc. 1-3 de Bach

### Transmisión del ritmo
En el mundo existen muchos enfoques diferentes en cuanto a la transmisión de frases rítmicas y patrones, tal como existen en música tradicional de generación en generación. 

#### Música occidental
A lo largo de la historia de la música occidental surgió la necesidad de anotar la música, que inicialmente se transmitía oralmente, para poder recordarla y transmitirla. La notación de la música ha sido siempre un elemento delicado y complejo, ya que no solo debía indicar la altura de los sonidos, sino también los restantes parámetros de la música: duración, tempo, intensidad sonora, carácter, articulación, etc.
Los primeros sistemas de notación empleados para plasmar el canto gregoriano eran bastante primitivos y solo indicaban la dirección ascendente o descendente de la voz. Esto también era debido a que aquella música se caracterizaba por su ritmo libre determinado por la palabra. Con el tiempo surgió una notación basada en modos rítmicos, que fue desarrollada por los compositores de la Escuela de Notre Dame, entre 1170 y 1250, sustituyó al ritmo aún no medido de la primera polifonía y canto llano por los patrones basados en los pies métricos de la poesía clásica.
A medida que la música iba alcanzando mayor complejidad era necesario desarrollar los sistemas de notación y establecer los criterios y reglas pertinentes para representarla lo más fielmente posible en las partituras. 
Así durante el siglo XIII los modos rítmicos fueron sustituidos por la notación mensural proporcional. Franco de Colonia impulsó el concepto de métrica o medida de la música, paso previo elemental para poder constituir una agrupación de tiempo mayor, es decir, el compás. 
El mayor desarrollo fue en el siglo XIV, en Francia, en lo que se llamó Ars nova. Entonces el tiempo se medía con proporciones, la semibreve medía la mitad de la breve, y así sucesivamente. La proporción entre los distintos valores, no era siempre la misma, sino que esta cambiaba dependiendo de la obra. Para indicar cuál era esa proporción entre notas, se empezaron a usar una serie de símbolos que se colocaban al inicio del pentagrama, para que los músicos pudieran interpretar correctamente la obra. El tempus era la relación entre la breve y la semibreve. Por su parte, la prolatio, la relación entre la semibreve y la mínima. Las cuatro combinaciones posibles de tempus y de prolatio se podían señalar por una serie de signos mensurales al principio de una composición: un círculo para el tempus perfectum, un semicírculo para el tempus imperfectum, cada uno de ellos combinado con un punto para el prolatio maior o sin punto para el prolatio minor. 
El concepto de compás como espacio de tiempo se comenzó a establecer durante el siglo XV. Sin embargo, el sistema de líneas divisorias para delimitarlo gráficamente no se utilizó hasta el siglo XVI y su uso no fue regular hasta el siglo XVII.
En el siglo XX el parámetro del ritmo alcanzó un grado de desarrollo y enriquecimiento no visto hasta entonces en la música académica occidental, gracias al trabajo de compositores como Igor Stravinsky, Béla Bartók, Philip Glass y Steve Reich que escribieron obras musicales rítmicamente más complejas usando compases inusuales y técnicas como el phaser y el ritmo aditivo. Al mismo tiempo, modernistas como Olivier Messiaen y sus discípulos utilizaron una complejidad creciente para romper la sensación de un pulso regular, conduciendo eventualmente a la utilización generalizada del ritmo irracional en la corriente denominada New Complexity (Nueva Complejidad). Este uso puede ser explicado por un comentario de John Cage en el que señala que los ritmos regulares hacen que los sonidos puedan ser escuchados como un grupo en lugar de individualmente, los ritmos irregulares destacan las relaciones entre alturas que cambian rápidamente que de otra manera se integrarían en agrupaciones rítmicas irrelevantes. La Monte Young también compuso música en la que el sentido de un ritmo regular está ausente debido a que la música se compone solamente de largos tonos sostenidos (drones). En la década de 1930 Henry Cowell creó piezas musicales en las que aparecían varios ritmos periódicos simultáneos y colaboró con Leon Theremin en la invención del Rhythmicon, la primera caja de ritmos electrónica, para poder interpretarlas. Del mismo modo, Conlon Nancarrow compuso para la pianola o piano mecánico. Todos estos desarrollos e innovaciones dieron lugar a nuevos recursos para la notación rítmica, cuyo uso en muchos casos no llegó a generalizarse sino que fueron empleados de manera individual por cada compositor.
En el ámbito de la música popular el uso de la polirritmia en la música americana se remonta a la influencia de la cultura negra a través del dixieland y otros estilos de jazz. El efecto de múltiples solos en estas formas, a menudo utilizando rítmica en cruz proviene directamente de la estética subyacente de la música del África subsahariana. Estas estructuras rítmicas complejas han sido ampliamente adoptadas en muchas formas actuales de la música popular occidental.
En la actualidad empleamos una notación mensural en la que la duración de los sonidos se plasma mediante una serie de símbolos denominados figuras musicales y silencios, que representan relaciones proporcionales entre los distintos valores rítmicos. La duración exacta de los sonidos y silencios quedará establecida al asociar estos símbolos con un pulso y tempo determinados.

#### Música no occidental
En culturas musicales al margen de la occidental se encuentran numerosas muestras que mantienen la tradición oral para la transmisión de la música, y por lo tanto de los aspectos rítmicos.
Así ocurre por ejemplo en La India, donde la música es transmitida oralmente. En música clásica india la tala de una composición es el patrón rítmico sobre el cual se estructura toda la pieza. Los intérpretes de un instrumento musical denominado tabla han de aprender a dominar esos complejos patrones rítmicos y frases antes de intentar tocarlos. 
Otra muestra se encuentra en la tradición griot de África todo lo relacionado con la música ha sido transmitido oralmente. Babatunde Olatunji (1927-2003), un baterista nigeriano que vivía y trabajaba en Estados Unidos, desarrolló una serie simple de sonidos hablados para la enseñanza de los ritmos del tambor de mano. Utilizó seis sonidos vocales: Goon Doon Go Do Pa Ta. Existen tres sonidos básicos en el tambor, pero cada uno se puede tocar con la mano izquierda o la derecha. Este sencillo sistema se utiliza actualmente en todo el mundo, sobre todo por intérpretes de djembe.
Cabe señalar que el debate sobre la adecuación de la notación en pentagrama en la música africana es un asunto de particular interés para los foráneos no conocedores. Especialistas africanos desde Kyagambiddwa a Kongo han aceptado en su mayor parte las convenciones y limitaciones de la notación en pentagrama y han pasado a hacer transcripciones con el fin de informar así como de posibilitar un mayor nivel de reflexión y debate.
Por su parte, John Miller Chernoff expuso que la música del África occidental se basa en la tensión entre ritmos, que se denomina polirritmia y es generada por el sonido simultáneo de dos o más ritmos diferentes. A menudo hay un ritmo dominante interactuando con un ritmo o ritmos independientes en competencia. Estos a menudo se oponen o se complementan entre sí y se combinan libremente con el ritmo dominante creando una rica textura rítmica que no se limita a un compás o tempo fijo. 
Un conjunto de valores morales sustenta un sistema musical completo basado en la repetición de patrones relativamente simples que se unen en intervalos rítmicos cruzados distantes así como en esquemas de llamada y respuesta. Los valores también aparecen en expresiones colectivas como los proverbios o linajes aparecer tanto en frases que se traducen como lenguaje de los tambores o en las letras de las canciones. El público espera que los músicos estimulen la participación de todos los presentes, en particular, al hacer reaccionar a la gente bailando la música. La apreciación de los músicos está relacionada con la eficacia de su defensa de los valores de la comunidad.

## Ritmo en otros campos

### Ritmo en la lingüística
En lingüística la isocronía es la división rítmica del tiempo en partes iguales que se hace en un determinado idioma. La isocronía es uno de los tres aspectos de la prosodia, los otros son la entonación y el acento. Conforme a la isocronía, una lengua puede ser de tres tipos:
- Lengua isosilábica: la duración de cada sílaba es la misma, lo cual quiere decir que los hablantes de este tipo de lenguas invierten más o menos el mismo tiempo en cada sílaba. Ejemplos de idiomas isosilábicos son el español, el italiano, el francés, el finlandés y el chino mandarín.
- Lengua isoacentual: la duración entre dos sílabas acentuadas es igual. Es decir, los hablantes de lenguas isoacentuales establecen pausas más o menos iguales entre sílabas acentuadas, mientras que la duración de las sílabas átonas que hay entre ellas se ajusta para adaptarse a la duración de los acentos. El inglés, el alemán, el neerlandés y el ruso son muestras de lenguas isoacentuales.
- Lengua moraica: el ritmo es similar al de las lenguas isosilábicas; sin embargo la unidad rítmica básica no es la sílaba, sino la mora. La mora es una unidad que mide el peso silábico, es decir, la duración de los segmentos fonológicos que componen la sílaba. Una típica lengua moraica es el japonés.

### Ritmo en la literatura
En la prosa escrita, el impulso rítmico determina el equilibrio de las oraciones y la disposición de las palabras. El ritmo es un rasgo básico que determina la estructura de la poesía, bien en la sucesión planificada de sílabas largas y cortas que caracteriza a la poesía griega y latina antiguas, o en el uso del acento y la métrica, como en la poesía moderna. La rima también contribuye al efecto rítmico de la poesía. El ritmo es una de las características propias de la poesía actual. Su forma más habitual es la distribución de los acentos en cada verso, que concretizan la métrica del poema. Otras formas son la repetición de ciertas palabras, la alternancia de estructuras y la rima.
El ritmo puede concretarse en varias medidas, siendo las más habituales el octosílabo o arte menor y el endecasílabo o arte mayor. En el caso acentual, cada estrofa o poema concreta su ritmo en los acentos. Así por ejemplo, el soneto suele encontrar su acento principal en la sexta o séptima sílaba. Existen versos con distribuciones acentuales específicas que adquieren nombres y propiedades propias, como el verso armónico y el verso sáfico.
En la poesía latina el poeta no se guiaba por sílabas sino por pies métricos, es decir, la distribución sucesiva de sílabas tónicas y sílabas átonas. De este modo el ritmo puede contemplarse como la distribución de las sílabas átonas en el verso y midiéndose desde la primera tónica hasta la última. Lo que haya antes de la primera tónica será anacrusis y siempre acabará en átona. Es decir, si es llana cuenta como tónica la penúltima sílaba, si es esdrújula resta 1, si es aguda suma 1 y si es sobreesdrújula existe un acento secundario en la palabra.
En el arte se utiliza el término timing que hace referencia al uso del ritmo, velocidad y pausas en ramas artísticas como el teatro y la literatura para lograr un efecto dramático. Se puede referir por ejemplo al momento en que un personaje habla o calla, se mueve o deja de mover, la cámara cambia de posición o foco, o se perciben o no sonidos. La aceleración, desaceleración o detención en las acciones permite lograr diversos efectos: mostrar características de los personajes, cambiar el significado de las acciones, dar tiempo a que el espectador comprenda la situación, hacer que el espectador piense algo y luego cambiarlo mediante otra acción. Este es un elemento clave en el humor, de tal manera que un chiste puede perderse o realzarse según el timing.

### Ritmo en las artes visuales
En las artes visuales, en la composición visual, se habla de que hay ritmo cuando existe una ordenación determinada en sus líneas de movimiento o una repetición armónica de una línea (ritmo lineal), una forma (ritmo formal), un color (ritmo cromático) o un foco lumínico (ritmo lumínico o de luces y sombras).
En las artes visuales, los objetos o figuras pueden yuxtaponerse para producir una composición rítmica.
El ritmo en el cine es la cadencia producida por el montaje, según la diversa longitud de los fragmentos montados. Tiene cuatro variantes:
- Ritmo analítico: numerosos planos largos.
- Ritmo sintético: numerosos planos cortos.
- Ritmo arrítmico: planos cortos y largos, que al alternarse con brusquedad producen sorpresa.
- Ritmo in crescendo: planos cada vez más cortos para incrementar la tensión o cada vez más largos para provocar relajamiento.[62]

### Ritmo en la naturaleza
En la naturaleza, se dice que existe ritmo en las diversas actividades que gobiernan la existencia de todo ser vivo, como el dormir y despertarse, la nutrición y la reproducción. Dichas actividades suelen estar muy relacionadas con los procesos rítmicos de los fenómenos geofísicos como las mareas oceánicas, el día solar, el mes lunar y los cambios de estaciones.
Un ritmo biológico es una oscilación de un parámetro biológico dependiente de un reloj endógeno y de sincronizadores ambientales. La actividad de cualquier ser viviente es un fenómeno que se manifiesta siempre con una variación regular y no como un proceso continuo. De este tipo de ritmo se encarga la cronobiología, que estudia la organización temporal de los seres vivos, sus alteraciones y los mecanismos que la regulan. En términos prácticos, la cronobiología se ocupa de estudiar los mecanismos por los que se producen los ritmos biológicos y sus aplicaciones en biología y medicina. 
Al investigar las causas de estos «relojes biológicos» se demuestra que gran parte de ellas tienen un origen externo, como pueden ser la fotoperiodicidad, los cambios climáticos estacionales, las mareas, etc. De acuerdo con la duración de estos ritmos extrínsecos se distinguen diversos tipos de ritmos biológicos: 
- Ritmos nictemerales o circadianos: se trata de procesos fundamentalmente metabólicos que se repiten cada 24 horas. Son ritmos ligados a la rotación de la Tierra, y a las consecuencias que lleva consigo sobre la variación de la luz, temperatura, etc.
- Ritmos lunares, selenianos o multinictemerales: son aquellos que por su duración se han relacionado con los movimientos de la Luna.
- Ritmos mareales: se han observado variaciones fisiológicas relacionadas con las mareas en distintos invertebrados que habitan zonas afectadas por ellas.
- Ritmos anuales: la reproducción se presenta una vez al año en la mayoría de los animales, generalmente en la época más favorable, la primavera, para asegurar la supervivencia de las crías. Las migraciones estacionales son también fenómenos que se consideran ritmos anuales.

### Ritmo en la arquitectura
Si bien el ritmo no puede desligarse de otros conceptos como por ejemplo: escala, proporción y color, si podemos partir de lo que escribe Gillam Scott "El ritmo difiere de la repetición simple en éste sentido; es una recurrencia esperada". En la arquitectura el ritmo constituye una categoría de diseño por la cual logramos identificar elementos arquitectónicos que se repiten con cierta intención y que puede contribuir a dar unidad visual a la obra arquitectónica. Si bien en las construcciones se busca estabilidad y equilibrio para soportar las fuerzas físicas de la naturaleza, también existe la intención de que los espacios arquitectónicos se disfruten visualmente y constituyan una experiencia vivencial agradable.
El uso de elementos arquitectónicos como; puertas, ventanas, columnas, cubiertas, muros, arcos, entre otros, constituyen la materia prima para generar ritmo en una composición arquitectónica.